# 사전검열
사전검열은 의사표현을 공개에 앞서 검열하는 것이다. 대한민국 헌법은 명문으로 사전검열을 금지하고 있다.

## 사전검열 금지요건
대한민국 헌법재판소는 사전심사 제도가 헌법에 의해 금지되는 사전검열에 해당하는지 판단할 때 일반적으로 이하의 네 가지 요건을 충족하면 사전검열에 해당하는 것으로 본다.
- 허가를 받기 위한 표현물의 제출의무
- 행정권이 주체가 된 사전심사절차
- 허가를 받지 아니한 의사표현의 금지
- 심사절차를 관철할 수 있는 강제수단

이 중 행정권이 주체가 된 사전심사절차의 존재에 대해서, 헌법재판소는 이 요건은 행정기관이라는 형식을 요하는 것이 아니라 사실상 행정권이 주체가 되어 검열절차를 형성하고 검열기관의 구성에 지속적인 영향을 미칠 수 있는 경우라면 요건이 충족된 것으로 본다.

## 판례
- 구 음반 및 비디오물에 관한 법률 상 심의를 받지 않은 음반을 판매, 배포 또는 대여의 목적으로 보관하는 것을 금지하는 것은 사전검열이 아니다.[2]

- 비디오물의 등급분류제는 표현물의 공개나 유통 자체를 사전적으로 금지하여 시간이 경과하여도 이에 대한 접근이나 이용을 불가능하게 하는 사전검열과 다르고 공개나 유통을 당연히 전제로 하여 비디오물에 등급분류제도를 시행하고 있는 이상, 등급심사를 받지 아니한 비디오물의 유통을 금지하고 이에 위반할 경우 형사적, 행정적 제재를 가하고 있더라도 이것은 헌법이 금지하고 있는 사전검열에는 해당하지 않는다.[3]

- 과거 "건강기능식품 광고는 영리 목적의 순수한 상업광고로서 사상이나 지식에 관한 정치적, 시민적 표현행위 등과 별로 관련이 없고, 이러한 광고는 사전에 심사한다고 하여 예술활동의 독창성과 창의성 등이 침해되거나 표현의 자유 등이 크게 위축되어 집권자의 입맛에 맞는 표현만 허용되는 결과가 될 위험도 작다. 따라서 건강기능식품의 표시, 광고에 관한 사전심의절차를 법률로 규정하였다 하여 이를 우리 헌법이 절대적으로 금지하는 사전검열에 해당한다고 보기는 어렵다" 라고 보았으나,[4] 최근 헌법재판소에서 "건강기능식품의 기능성 광고는 인체의 구조 및 기능에 대하여 보건용도에 유용한 효과를 준다는 기능성 등에 관한 정보를 널리 알려 해당 건강기능식품의 소비를 촉진시키기 위한 상업광고이지만, 헌법 제21조 제1항의 표현의 자유의 보호 대상이 됨과 동시에 같은 조 제2항의 사전검열 금지 대상도 된다. 따라서 건강기능식품 기능성광고 사전심의는 그 검열이 행정권에 의하여 행하여진다 볼 수 있고, 헌법이 금지하는 사전검열에 해당하므로 헌법에 위반된다"라는 결정을 내린 바 있다.[5]

- 헌법 제21조 제1항은 모든 국민은 언론·출판의 자유를 가진다고 규정하여 표현의 자유를 보장하고 있는바, 의사표현·전파의 자유에 있어서 의사표현 또는 전파의 매개체는 어떠한 형태이건 가능하며, 그 제한이 없다(헌재 1993. 5. 13. 91헌바17). 광고도 사상·지식·정보 등을 불특정다수인에게 전파하는 것으로서 언론·출판의 자유에 의한 보호를 받는 대상이 됨은 물론이고(헌재 1998. 2. 27. 96헌바2), 상업적 광고표현 또한 보호 대상이 된다(헌재 2000. 3. 30. 99헌마143; 헌재 2015. 12. 23. 2015헌바75).

그리고 헌법재판소는 헌재 2015. 12. 23. 2015헌바75 결정에서, 현행 헌법이 사전검열을 금지하는 규정을 두면서 1962년 헌법과 같이 특정한 표현에 대해 예외적으로 검열을 허용하는 규정을 두고 있지 아니한 점, 표현의 특성이나 이에 대한 규제의 필요성에 따라 언론·출판의 자유의 보호를 받는 표현 중에서 사전검열금지원칙의 적용이 배제되는 영역을 따로 설정할 경우 그 기준에 대한 객관성을 담보할 수 없어 종국적으로는 집권자에게 불리한 내용의 표현을 사전에 억제할 가능성을 배제할 수 없는 점 등을 들어, 현행 헌법상 사전검열은 표현의 자유 보호대상이면 예외 없이 금지된다는 입장을 명시적으로 밝힌 바 있다.
따라서 건강기능식품의 기능성 광고는 인체의 구조 및 기능에 대하여 보건용도에 유용한 효과를 준다는 기능성 등에 관한 정보를 널리 알려 해당 건강기능식품의 소비를 촉진시키기 위한 상업광고로서 헌법 제21조 제1항의 표현의 자유의 보호 대상이 됨과 동시에 같은 조 제2항의 사전검열 금지 대상도 된다.

## 같이 보기
- 인권
- 언론의 자유
- 출판의 자유
- 사상의 자유
- 검열